# Antoine-Éléonor-Léon Leclerc de Juigné
Antoine-Éléonor-Léon Leclerc de Juigné, vévoda ze Saint-Cloud (2. listopadu 1728 v Paříži – 19. března 1811 tamtéž) byl francouzský římskokatolický kněz a v letech 1782–1791 arcibiskup pařížský.

## Životopis
Leclerc de Juigné studoval v Navarrské koleji Pařížské univerzity. Dne 30. března 1754 byl vysvěcen na kněze. V roce 1764 se stal biskupem v Châlons-en-Champagne a 25. února 1782 byl jmenován arcibiskupem v Paříži. V roce 1789 byl jako zástupce pařížského duchovenstva zvolen do generálních stavů. Členem Národního shromáždění byl až do 30. září 1791, kdy emigroval do Chambéry v Savojsku. Poté se přesunul do Kostnice, kde pobývalo více biskupů uprchlých z Francie. Zde založil za pomoci finančních prostředků vysoké šlechty kněžský seminář pro výuku mladých duchovních, kteří měli po pádu revoluce nahradit zkompromitované kněze ve Francii. V roce 1795 jej Národní konvent obvinil, že z Kostnice řídí rakouskou špionáž proti Francii. V roce 1799 byl nucen kvůli postupu francouzské armády odejít z Kostnice do Augsburgu. Do Paříže se vrátil v roce 1802 po uzavření konkordátu s Vatikánem a 31. ledna 1802 podal oficiálně demisi. Nicméně až do konce svého života byl emeritním arcibiskupem.
Napoleon Bonaparte jej 21. března 1808 jmenoval kanovníkem císařské kapituly v Saint-Denis a téhož roku jej jmenoval hrabětem. Leclerc de Juigné zemřel v Paříži 19. března 1811 a byl pohřben na městském hřbitově. Během Restaurace Bourbonů bylo jeho tělo přemístěno do katedrály Notre-Dame.